# Llorenç Casquer
Llorenç Casquer (Perpinyà, S. XVI) fou mestre de cant i organista de la Catedral de Girona entre els anys 1532 i 1537. El seu origen perpinyanès és valuós des d'un punt de vista historiogràfic, testimonia el paper de la catedral de Girona com a centre rellevant d'intercanvi musical amb els centres musicals del Comtat del Rosselló entre els segles XIV i XIX.